# Myrcia coelosepala
Myrcia coelosepala är en myrtenväxtart som beskrevs av Hjalmar Frederik Christian Kiaerskov. Myrcia coelosepala ingår i släktet Myrcia och familjen myrtenväxter. Inga underarter finns listade i Catalogue of Life.